# Pongaroa
Pongaroa – miasto w Nowej Zelandii, na Wyspie Północnej, w regionie Manawatu-Wanganui.